# Östra Paradistjärnen
Östra Paradistjärnen är en sjö i Härryda kommun i Västergötland och ingår i Kungsbackaåns huvudavrinningsområde.